# Lord Dunsany
Edward John Moreton Drax Plunkett, XVIII Baró de Dunsany (24 de juliol de 1878 - 25 d'octubre de 1957) va ser un escriptor i dramaturg anglo-irlandès, conegut sobretot pels seus contes fantàstics publicats sota el nom de Lord Dunsany. La seva obra se centra en l'alta fantasia, l'horror i la weird fiction i va influir profundament en autors tan destacats com H. P. Lovecraft, J. R. R. Tolkien, Jorge Luis Borges i Arthur C. Clarke.

## Biografia
Nascut a Londres i fill d'una família noble irlandesa, va rebre una educació acurada en el Eton College i la Reial Acadèmia Militar de Sandhurst. En 1899 hereta el títol de lord, en morir el seu pare. Com a militar, va participar en la Guerra Bòer i en la Primera Guerra Mundial. Entre altres aficions, va ser un excel·lent caçador i jugador d'escacs. Va mantenir amistat amb altres autors irlandesos, com Yeats. En 1957, mor a Dublín a conseqüència d'un atac d'apendicitis.

## Obra
En els relats de Dunsany, les tradicions populars, l'èpica cèltica, l'exotisme oriental i els elements onírics es fonen en un món intemporal de sabor únic. Les seves històries d'espasa i bruixeria, recollides en volums com The Sword of Welleran (1908) (en català, L'espasa de Welleran)  o A Dreamer's Tales (1922) (en català, Contes d'un somiador), el converteixen en pioner decisiu del gènere de la fantasia heroica. H. P. Lovecraft va deixar constància de la seva gran admiració per Dunsany i la seva obra, citant-la com una de les seves influències primerenques. El creador dels Mites de Cthulhu va escriure sobre ell: "El seu ric llenguatge, el seu punt de vista còsmic, el seu remot món de somni i el seu exquisit sentit del fantàstic, tot m'atreu més que qualsevol altra cosa en la literatura moderna".
Lord Dunsany també va escriure novel·les com The King of Elfland's Daughter (1924) (en català, La filla del Rei del País dels Elfs), on aborda el tema de la dona immortal que, per amor a un home, abandona la seva condició i ha d'acceptar la mort, prefigurant així les eleccions anàlogues de Lúthien en El Silmaríl·lion i Arwen en El Senyor dels Anells de J. R. R. Tolkien. D'altra banda les seves comèdies, que van comptar amb gran popularitat en la primera meitat del segle xx , anticipen el teatre de l'absurd.
L'artista Sidney Sime, recordat per la seva fantàstica i satírica obra, va ser l'il·lustrador predilecte de Dunsany per als seus relats.

### Obra selecta

#### Contes
- The Gods of Pegāna (1905)
- Time and the Gods (1906)
- The Sword of Welleran and Other Stories (1908)
- A Dreamer's Tales (1910)
- The Book of Wonder (1912)
- Tales of Wonder (1916)
- Tales of Three Hemispheres. A collection of Stories (1919)

#### Novel·les
- Don Rodriguez: Chronicles of Shadow Valley (1922)
- The King of Elfland's Daughter (1924)
- The Charwoman's Shadow (1926)

#### Teatre
- The Glittering Gate (1909)
- The Gods of the Mountain (1912)
- The Lost Silk Hat (1913)
- Plays of Gods and Men (1917)

#### Poesia
- Fifty poems (1929)
- Mirage Water (1938)
- War Poems (1941)
- To Awaken Pegasus (1949)

#### Memòries (trilogia autobiogràfica)
- Patches of Sunlight (1938)
- While The Sirens Slept (1944)
- The Sirens Wake (1945)